# Basilique Saint-Joseph de Grenoble
Cette  basilique n’est pas la seule basilique Saint-Joseph.
La basilique Saint-Joseph de Grenoble est une basilique de Grenoble en France dépendant du diocèse de Grenoble-Vienne. 
Édifiée au début du XXe siècle, elle est située place de Metz au centre de Grenoble. Sa longueur totale est de 55 mètres, la largeur, au niveau des chapelles, de 34 mètres, et la surface totale fait 1 700 m2. Sa flèche culmine à 38 m de hauteur. L'abbé Pierre y a été vicaire à partir de 1939 avant d'aller en 1942 à la cathédrale Notre-Dame. Depuis 2010, elle est le navire amiral de la pastorale des jeunes adultes du diocèse de Grenoble-Vienne.

## Historique

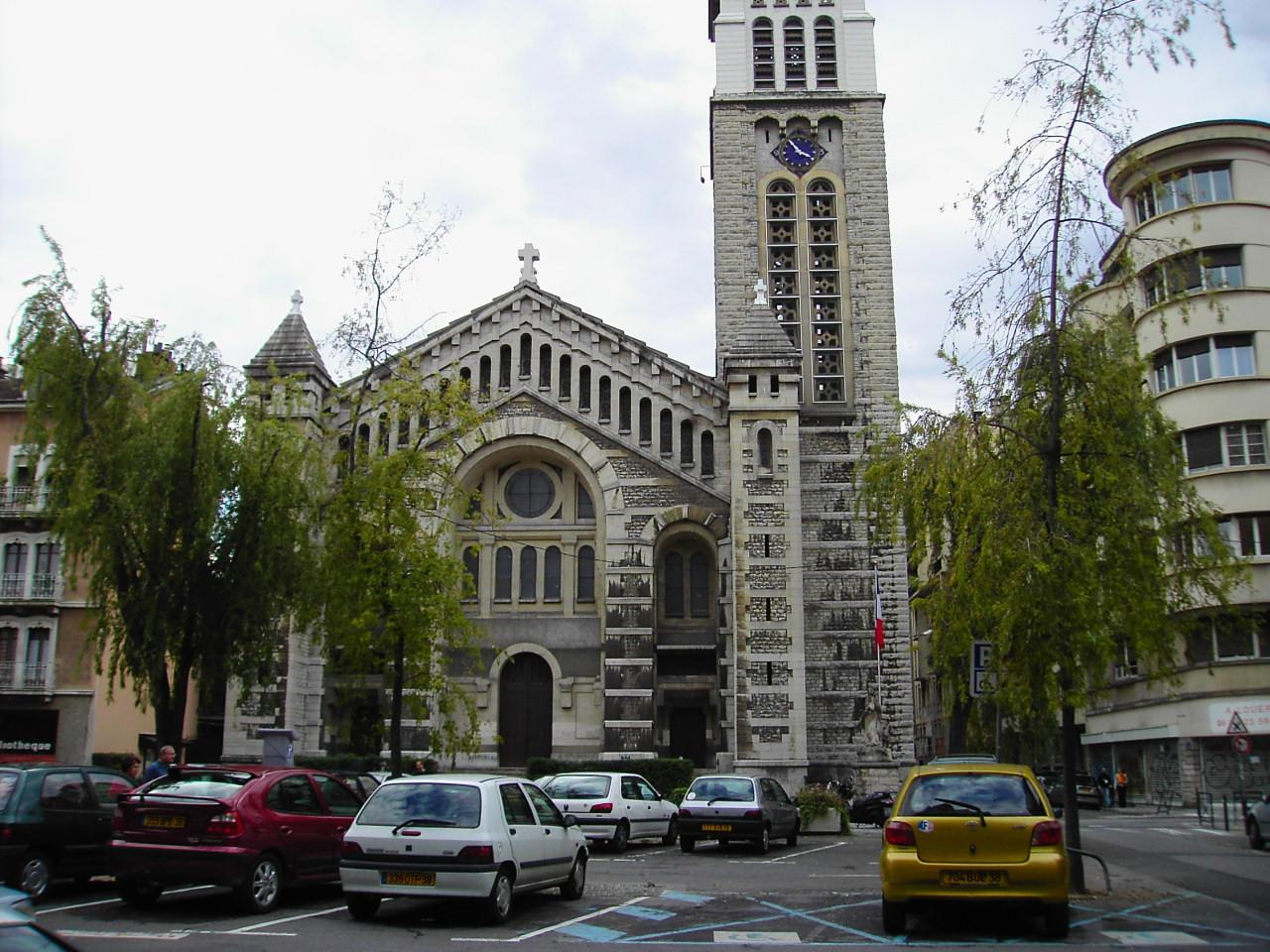
La façade de la basilique.

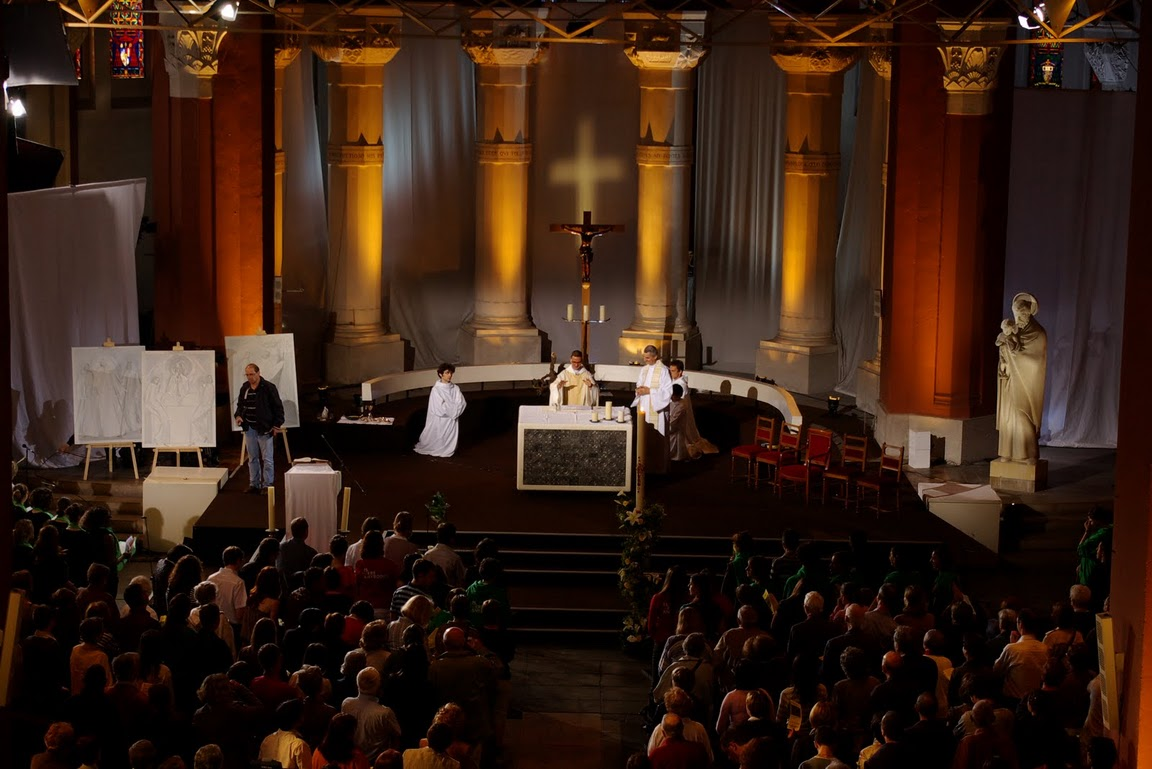
La messe télévisée dans la basilique.

La première église Saint-Joseph a été consacrée en 1697 dans un faubourg de la ville, hors des remparts de François de Bonne de Lesdiguières. Son seuil a servi de point stratégique afin de déterminer l'altitude exacte de Grenoble, 213,48 mètres. Englobée à partir de 1836 dans l'enceinte fortifiée du général François Nicolas Benoît Haxo, l'ancienne église est démolie au début des années 1920. Reconstruite quasiment au même endroit mais avec une entrée orientée vers la place de Metz, cette basilique a été consacrée le 1er juin 1924 par Mgr Alexandre Caillot.
La basilique a été inscrite au titre des monuments historiques en 2022.

## Basilique mineure
En 1937, Mgr Caillot écrit au pape Pie XI pour lui demander d'ériger l'église Saint-Joseph en basilique en raison de l'origine de ce vocable donné pour la première fois à une église paroissiale en France au temps de Louis XIV. Peu après, le pape attribue à l'église le statut de basilique mineure.
Cette distinction honorifique se traduit par la présence, dans l'église, d'un pavillon, ou gonfalon, sorte de parasol jaune et rouge. Les couleurs sont celles du gouvernement de l'Église et sa forme est celle qui abritait les patriarches de l'ancien testament. Les blasons de Pie XI et de Mgr Caillot y sont représentés. Il y a aussi le tintinnabule, clochette suspendue au sommet d'une hampe. Tous les deux sont exposés dans le chœur.
Le sceau de la basilique Saint-Joseph comporte le blason de l'église d'azur semé de fleurs de lys d'argent sans nombre, au palmier d'or brochant sur le tout ; chargé en chef d'argent à la croisette ancrée de sable accostée de deux roses de gueules ; porté en champagne d'or aux deux dauphins affrontés d'azur crestés, oreillés et barbelés, de gueules surmonté d'un pavillon.[réf. non conforme]

## Vitraux

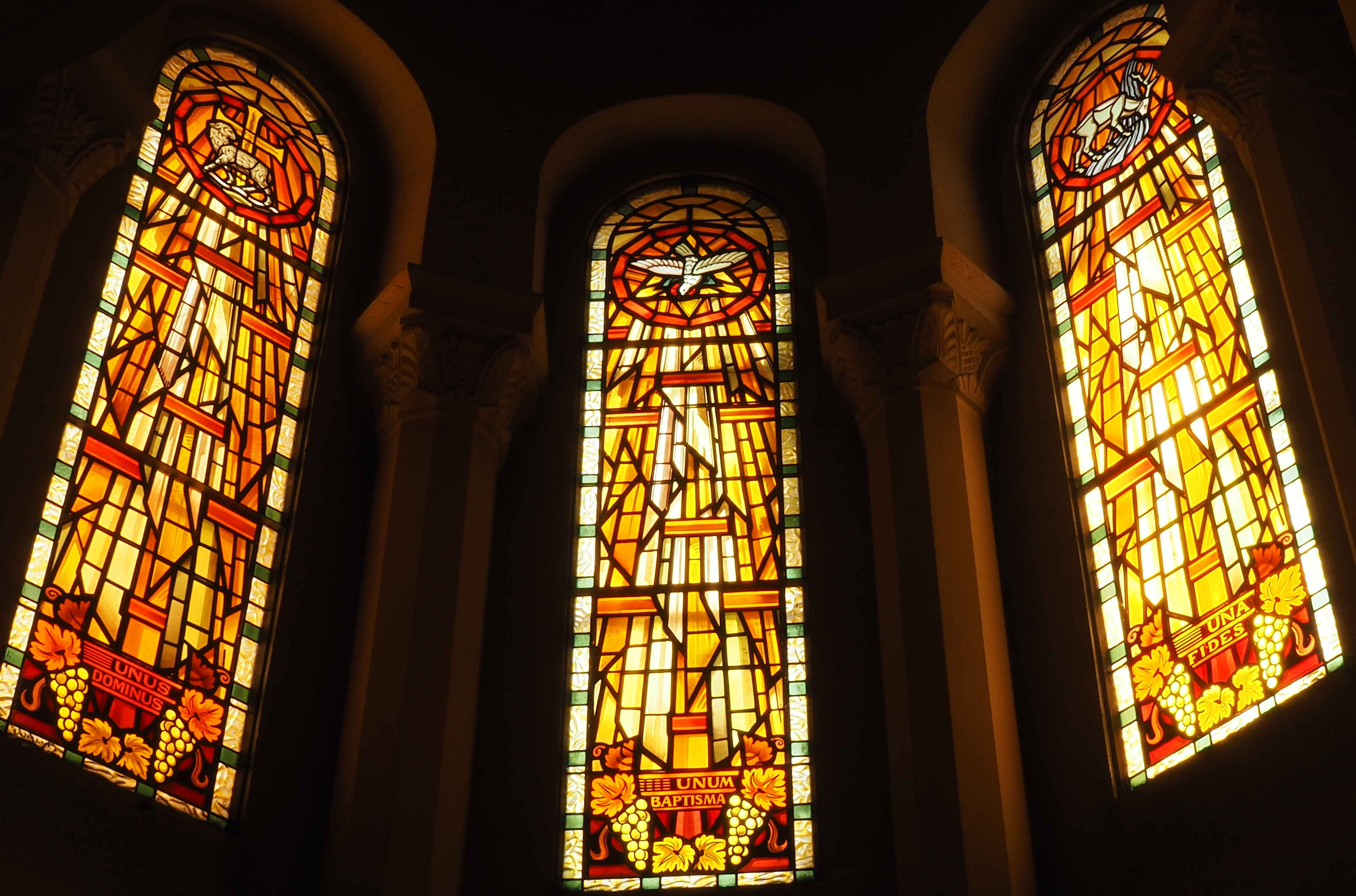
Les vitraux du baptistère.

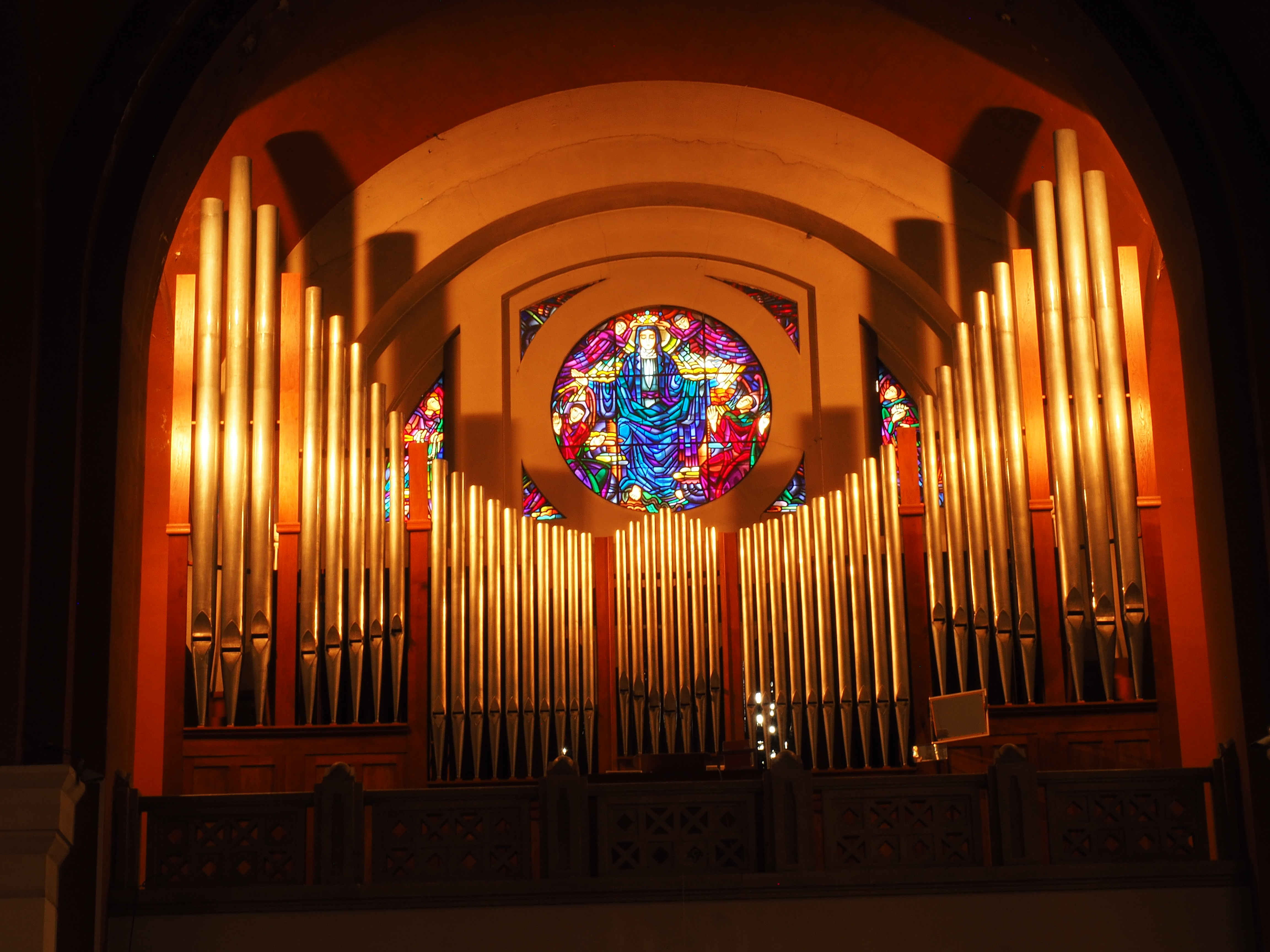
L'orgue et le vitrail de Marie.

Les vitraux sont conçus et réalisés par le peintre-verrier Louis Balmet de Grenoble. Les deux triples baies du transept sont dévolues au mariage de Marie et de Joseph ainsi qu'à la Sainte Famille. Les doubles baies de la nef sont consacrées au rôle de saint Joseph comme patron de la paroisse, des mourants, protecteur des familles et de la Sainte Église, gardien des vierges, père des patriarches, très fidèle, modèle des travailleurs, consolateur des malheureux.
Le baptistère est éclairé de trois vitraux qui illustrent, en latin, la maxime un seul Seigneur, une seule foi, un seul baptême, tandis que le vitrail de la chapelle opposée, chapelle de la bonne mort, représente Dieu le Père envoyant ses rayons vers le ciel garni d'étoiles et vers la terre.

## Orgue
En 1943, la basilique est dotée d'un orgue construit par la maison Édouard Ruche, de Lyon. L'instrument de type symphonique français reste alors incomplet en raison des difficultés de l'époque.
De 1997 à 2010, la maison Dominique Promonet, de Rives-sur-Fure, réalise en trois tranches de travaux une restauration de l'instrument lui permettant de correspondre au projet de 1943. Ces travaux ont par ailleurs permis de remplacer la transmission électrique par une transmission numérique, d'installer un combinateur de registrations numérique et d'ajouter plusieurs jeux complémentaires.
À l'issue des travaux de 2010, l'orgue comporte 40 jeux dont 26 réels, répartis sur 3 claviers et un pédalier.

## Cloches
En 1863, trois cloches, coulées à Angers chez le fondeur Guillaume, sont installées dans le clocher. La plus petite, Mathilde (note sol) , eut pour marraine Mathilde Rallet. La moyenne, Valentine, Valentine-Josèphe Chaper, et la plus grosse, Séraphie (note ut), Marie-Séraphie Jouvin.

## Chemin de Croix
Le 12 novembre 2014, madame M. Poirier, artiste peintre, fait don à la basilique d'un Chemin de croix constitué de 14 stations de 80x80 cm et une « résurrection » de 80x100 cm. Les techniques de production sont variées (techniques mixtes, brou de noix, acrylique blanche, enduit à curer, encre de chine, papiers collés). 
Les œuvres sont disposées tout autour de la basilique.

## Locaux attenants

### Chapelle
En 2010, l'ancienne sacristie est transformée en chapelle. Cette chapelle contient notamment un triptyque d'Arcabas représentant les pèlerins d'Emmaüs en provenance de l'ancienne église Saint-Augustin.

### Presbytère
L'ancien presbytère de la basilique est habité depuis 2010 par des collocations d'étudiants et de jeunes professionnels.

### Bâtiments attenants
Le bâtiment attenant est mis par le diocèse à la disposition de la pastorale des jeunes. Cet ensemble, rénové en 2010, contient le café Isèreanybody?, et des salles de réunion à l'étage.

## La basilique Saint-Joseph et Isèreanybody?
Vers 2010, l'évêque de Grenoble, Mgr Guy de Kerimel, souhaite regrouper en un même lieu les initiatives qui concernent les jeunes adultes, étudiants ou professionnels présents dans le diocèse. C'est ainsi que la basilique Saint-Joseph leur est attribuée tout en conservant le relais paroissial. Une grande partie des autres locaux leur sont destinés et le responsable de l'animation est l'abbé Loïc Lagadec, prêtre diocésain et vicaire épiscopal pour la jeunesse.
De grands travaux de rénovation y sont entrepris avec l'installation d'un ascenseur qui dessert les cinq niveaux pour l'accès des personnes à mobilité réduite. L'ancienne chapelle est transformée en local d'accueil et de réunion. La grande salle est adaptée pour pouvoir organiser des soirées festives et un café associatif (Isèreanybody?) y ouvre.
Une nouvelle chapelle de semaine est installée dans l'ancienne sacristie. De style contemporain, elle est dotée d'une grande peinture de l'artiste dauphinois Jean-Marie Pirot, plus connu sous le pseudonyme d'Arcabas. Il a représenté les disciples d'Emmaüs reconnaissant Jésus à la fraction du pain. Il y a aussi, plus classiquement, une statue de la Vierge Marie et une autre de saint Joseph.

## À nouveau une paroisse
En juin 2019, à l'occasion des célébrations et des festivités commémorant les 10 ans d'Isèreanybody?, Mgr Guy de Kerimel annonce la création de la paroisse personnelle Saint-Joseph, confiée aux jeunes de l'agglomération grenobloise, en tant qu'école de vie ecclésiale.
C'est l'occasion d'un renouveau pour Isèreanybody? qui désormais a sa pleine vocation a couvrir l'ensemble du diocèse de Grenoble-Vienne en se déployant dans plusieurs villes du diocèse.
Le premier juillet 2019, la messe inaugurale de la paroisse personnelle Saint-Joseph est célébrée.

## Curés de Saint-Joseph
- 1696–1725 : François Coulaut, nommé curé de Saint-Laurent en 1725
- 1725–1765 : Joseph Bérard, mort en exercice
- 1765–1779 : Antoine Bigillion, mort en exercice
- 1779–1780 : Joseph Gigard, nommé secrétaire de l'évêque en 1780
- 1780–1792 : Joseph Gigard, contraint à l'exil
- 1792–1794 : Paul-François Baudot, prêtre constitutionnel, contraint à la démission
- 1803–1819 : Laurent-Sébastien Chabert, mort en exercice
- 1819–1827 : Claude Julien-Colet, mort en exercice
- 1827–1829 : Henri-Alexandre Meffre, mort en exercice
- 1829–1841 : Joseph Mollière, mort en exercice
- 1841–1865 : Jean-Pierre Cartellier, mort en exercice
- 1865–1881 : Étienne Cottave, mort en exercice
- 1882–1905 : Gustave Ginon, président de l'Académie delphinale, mort en exercice
- 1905–1917 : Louis Devaux
- 1917–1944 : Albert Marque
- 1944–1971 : Maximilien Jail
- 1971–1990 : Elie Sappey
- 1990–1999 : Raymond Liaud
- 1999–2019 : réorganisation du diocèse en paroisses nouvelles, Saint-Joseph n'est plus une paroisse
- 2019–mars 2023 : Emmanuel Decaux, à la suite de la création de la paroisse Saint-Joseph, devenue « École de vie ecclésiale », confiée aux jeunes de l'agglomération.
- mars 2023–2024 : le conseil paroissial assure la vacance, à la suite de la nomination d'Emmanuel Decaux comme vicaire général,
- fin 2024 (prévision) : Christophe Rosier

## Chapelains de Saint-Joseph
- De 1939 à 1942, l'abbé Pierre y fut vicaire.
- 2009-2016, Loïc Lagadec, nommé vicaire général du diocèse de Grenoble-Vienne.
- 2016-2023, Emmanuel Decaux, nommé vicaire général
- fin 2024 (prévision) : Christophe Rosier